# Lochschnüffler
Ein Lochschnüffler ist ein Hilfsmittel, mit dem sich Undichtigkeiten in unter Druck stehenden Behältern finden lassen. So dient es zum Beispiel Fahrradfahrern beim Aufspüren von Einstichen in einen Fahrradschlauch.
Es handelt sich dabei um einen kleinen Behälter, in dem sich kleine Styroporkugeln befinden. Im Normalzustand bewegen sich diese Kügelchen nicht, aber wenn der Lochschnüffler über einen Schlauchdefekt gehalten wird, aus dem Luft austritt, werden die Styroporkugeln hin- und hergepustet und machen den Benutzer so auf die genaue Position des Defekts aufmerksam.